# Єврейське кладовище (Скелівка)
Єврейське кладовище у Фельштині, ймовірно, існує з часів створення незалежної єврейської громади селища в середині 19 століття, хоча точна дата невідома. Стан кладовища невідомий . Цвинтар розташований у північній частині міста, на дорозі до Коніва.
У 1945 р. Фельштин перейменовано на Скелівку.